# مبارک رشتیه البلوشی
مبارک رشتیه البلوشی (انگلیسی: Mubarak Al-Beloushi؛ زادهٔ ۲۸ آوریل ۱۹۸۴) یک بازیکن فوتبال اهل قطر است.

## باشگاهی
از باشگاه‌هایی که در آن بازی کرده‌است می‌توان به الریان، السیلیه، الاهلی قطر، القطر، ام صلال، الشمال، اشاره کرد.

## تیم ملی
وی همچنین در تیم ملی فوتبال قطر بازی کرده است.